# Сянься (жанр)
Сьенся или сянься (кит. трад. 仙俠, упр. 仙侠, пиньинь xiānxiá) — жанр китайского фэнтези, созданный под влиянием китайской мифологии, даосизма, китайских боевых искусств, традиционной китайской медицины и других элементов культуры Китая.

## Этимология
Иероглифы, образующие сянься, это сянь (仙) и ся (侠). Сянь означает бессмертный, но не в смысле бессмертия, а в смысле Бессмертного существа из даосизма. Ся переводится как герой, но, в частности, подразумевает человека смелого, рыцарствующего и праведного.

## Характерная черта жанра
Главными героями обычно являются «совершенствующиеся», которые стремятся стать Сянем. Во время странствий герой обретает вечную жизнь, сверхъестественные способности или невероятные уровни силы. Вымышленное совершенствование сянься во многом основано на реальной практике цигун.
Истории сянься обычно включают в себя богов, бессмертных, демонов, призраков, монстров и тому подобное. Повествование часто происходит в «мире совершенствования», где герои ведут ожесточенную и, как правило, смертельную борьбу за приобретение ресурсов, которые им необходимы для совершенствования. Обстановка напоминает Древний Китай. Основное внимание уделяется экшену и приключениям, существуют также романтические линии.

## Фильмы, телевидение, веб-романы
Возможно, одним из самых ранних успешных фильмов о сянься является гонконгский фильм 1983 года «Зу: Воины с Волшебной горы», за которым последовал гонконгский фильм 2001 года «Воины Зу». Экранизации сянься веб-романов таких как «Однажды» (2017) и «Нефритовая династия» (2019) были хорошо приняты.
Самым популярным сянься телесериалом за последнее время является «Неукротимый: Повелитель Чэньцин», основанный на романе «Магистр дьявольского культа». Эта экранизация получила известность не только в Китае, но и за рубежом. Сериал вышел в эфир в 2019 году.
В последние годы веб-романы в жанре сянься очень популярны среди носителей английского языка. Согласно SimilarWeb, Wuxia World, самый ранний веб-сайт по переводу веб-романов, посещает около 15 миллионов посетителей каждый месяц в 2020 году. Популярные сянься веб-романы в 2020 году: «Легенда о Футяне» (13 млн просмотров на webnovel.com), «Сорок тысячелетий совершенствования», (5 млн просмотров на webnovel.com), «Упрямый мастер эликсиров» (5 млн просмотров на webnovel.com), «У меня бесчисленные легендарные мечи!» (1 млн просмотров на webnovel.com), «Удушающая сладость, заиндевелый пепел» (более 15 млрд просмотров).

## Путаница с другими жанрами
В период роста популярности китайских фэнтезийных романов у англоязычной аудитории одним из самых популярных сайтов по переводу был Wuxiaworld.com. Из-за использования в названии сайта слова «уся» многие читатели стали использовать этот термин для описания всех китайских фэнтезийных новелл. Однако, хотя у сянься и уся много общих черт, на самом деле это разные жанры.
Позже, когда всё больше читателей стало понимать разницу между уся и сянься, термин сянься стал использоваться для обозначения всех китайских романов о совершенствовании, хотя есть и другие уникальные жанры посвящённых совершенствованию романов, такие как сюаньхуань, цюань и так далее.